# Sina Ataeian Dena
シーナ・アタエイアン・デナ（Sina Ataeian Dena、1983年 - 、イラン・アフヴァーズ生まれ）は、イラン系ドイツ人の映画監督、脚本家、映画プロデューサー、アーティスト。

## 映画製作者
シーナ・アタエイアン・デナはテヘランのSooreh芸術大学で映画監督を学んだ。2009年、短編アニメーション映画「Especially Music」がテヘラン国際短編映画祭の国際コンペティション部門で優勝した。その後、彼は初の長編映画『パラダイス』（原題: Ma dar behesht）を制作した。この映画では、脚本、監督、プロデューサーを務め、共同制作のユセフ・パナヒと協力した。撮影は公式の撮影許可や政府の資金援助を受けられなかったため、完成までに3年を要した。
『パラダイス』は、現代のテヘランに住む若い女性教師の生活を描いたドラマで、郊外の女子学校で働く彼女の日常を通じて隠された暴力をテーマとした。この映画は2015年、第68回ロカルノ映画祭の主要コンペティションで世界初上映された。金豹賞にノミネートされ、エキュメニカル審査員賞とスウォッチアート平和賞を受賞した。映画はその後も、多くの国際映画祭で上映され、さらに受賞を重ねた。
第15回マラケシュ国際映画祭では、審査委員長のフランシス・フォード・コッポラが『パラダイス』に特別審査員賞を授与した。
2018年、Snoeck Publishingから『パラダイス・ハンドブック』が出版した。この本で、抑圧的な体制の制限を回避するために映画で使用されたサブバージョン戦略について詳述している。
2023年、デナはアリ・アフマダザデ監督によるイランの社会派ドラマ『クリティカルゾーン』のプロデューサー兼劇作アドバイザーを務めた。この作品はロカルノ映画祭で最優秀作品賞の金豹賞を受賞した。受賞式では、シェンゲン圏への入国を禁じられたアフマダザデ監督に代わり、デナが単独で賞を受け取った。受賞スピーチでは、抑圧的な体制における芸術家の重要な役割について語り、連帯と表現の自由を訴えた。このスピーチは広く注目された。映画はその後も、ハイファ国際映画祭やバトゥミ国際アートハウス映画祭などでさらなる賞を受賞した。
また、デナはシュテフィ・ニーダーゾル監督のドキュメンタリー『テヘランの7つの冬』のアソシエイトプロデューサー兼劇作アドバイザーも務めた。この作品は、女性の権利を求めて戦ったレイハネ・ジャバリの人生を描いており、ベルリナーレ2023でコンパスパースペクティブ賞と平和映画賞、国際初上映となったCPH:DOXでF:act賞、そして2024年のバイエルン映画賞など、多くの賞を受賞した。
彼はまた、キア・アタエイアン・デナと共同で、ヘナー・ウィンクラーの新作『幸福の科学』の脚本を執筆した。最新作『ウルフズ』では脚本家兼監督として、ベルリナーレ共同制作マーケット初のアニメーションシリーズプロジェクトに取り組んだ。また、映画制作会社「カウンターインテュイティブ・フィルム」の共同創設者でもあります。
2024年現在、デナは、ドイツ映画テレビアカデミー (DFFB) やベルリン芸術大学 (UdK) で教鞭を執っている。彼のセミナーでは、創造的な執筆、監督、劇作、パフォーマンス、そしてコンピューター生成アニメーション技術をテーマにしている。

## アーティスト
2018年、シナ・アタエイアン・デナは、ドイツの現代美術ギャラリー「ヴィラ・メルケル (Villa Merkel)」で開催された展覧会「Hidden Secret」において、写真作品とビデオインスタレーション「Altering Realities」を展示した。この展覧会では、フランシス・アリスや!Mediengruppe Bitnikといったアーティストの作品も展示された。同年、デナはベルリンのハンブルガー・バンホフ現代美術館で開催されたショーケース「Studio Bosporus」の一環として、ビデオインスタレーション「Home」を発表した。
2016年、2017年、2018年には、シナ・アタエイアン・デナはイスタンブールの「クルトゥラクアデミー・タラビヤ」アーティスト・レジデンシーのために、ゲーテ・インスティトゥートから奨学金が授与された。さらに、2018年から2019年にかけて、上海の「スウォッチアート平和ホテル」アーティスト・レジデンシーにフェローとして参加した。2024年現在はベルリンに居住している。
彼は、2020年に設立されたパブリックパフォーマンス集団「Exhilium」の共同設立者であり、同団体は2023年のベルリンの「文化のカーニバル (Karneval der Kulturen)」などで活動を行った。
故郷アフヴァーズや世界各地での環境災害をテーマにした彼のアート作品は注目を集めている。ビデオアート、絵画、写真作品は、バーデン＝バーデン州立美術館やベルリンのクンストラーハウス・ベタニエン、SOMAギャラリーなどで展示されている。

## 主なフィルモグラフィー

### 監督、脚本家、プロデューサー
- 2015年: パラダイス（Paradise）
- 2013年: ウィンド・イン・ザ・アレー（ビデオアート）
- 2013年: ホモ（ビデオアート）
- 2006年: サード・ジェンダー（ドキュメンタリー）
- 2004年: フリーク・アウト（ビデオアート）

### 監督と脚本家
- 2012年: アルガジ（ドキュメンタリー）
- 2010年: ライフ・チューニング（ドキュメンタリー）
- 2009年: エスペシャリー・ミュージック（アニメーション短編）
- 2009年: ヤール・エ・ダー（アニメーションを含む短編）

### 演出アドバイザーとプロデューサー
- 2023年: クリティカル・ゾーン（Critical Zone）
- 2023年: テヘランの7つの冬（Seven Winters in Tehran）